# Евтектоїд

Діаграма стану «залізо-вуглець»
Евтектоїд: 0,77%C (перліт), температура перлітного перетворення: 727 °C

Евтекто́їд (евтекто́їдна су́міш) — дрібнокристалічна суміш двох або більше фаз, що за структурою нагадує евтектичну суміш, але яка утворена у твердому стані.
У найвідомішому випадку фазової рівноваги в системі «залізо-вуглець» евтектоїдні зміни відбуваються при температурі 727 °С у діапазоні відсоткового вмісту вуглецю 0,0218…2,11%.
На першій стадії фазового перетворення сплавів, котрі містять вуглецю у діапазоні 0,0218…0,77% (сталь доевтектоїдна), що відбуваються при охолодженні, у структурі аустеніту (γ-фаза) утворюються дрібні кристали фериту (α-фази з нижчим рівнем вуглецю). По мірі розвитку цього процесу, точка, що характеризує склад опускається вниз через зону співіснування фаз α і γ. Збільшується вміст вуглецю в аустеніті і вміст феритової фракції в суміші кристалів. При температурі 727 °C досягається гранична концентрація вуглецю в обох твердих фазах (в аустеніті: 0,77% С, у фериті: 0,0218% С). З'являється і третя тверда фаза, з більшим вмістом вуглецю — карбід Fe3C. Розпочинається перлітне перетворення, що передбачає одночасне утворення дрібних кристалів α-фази заліза і Fe3C (цементиту). Цю евтектоїдну суміш іноді називають «сферичним перлітом» або «пластинчастим перлітом», в залежності від форми кристалів цементиту у феритній матриці. Пластинчаста форма утворюється при значних переохолодженнях розплаву нижче за 727 °С.
На першому етапі аналогічних перетворень сплавів, що містять більше 0,77% C, але менше 2,11% C (сталь заевтектоїдна), у структурі аустеніту утворюються дрібні кристали цементиту і вміст вуглецю зменшується в кристалічній решітці γ фази. Точка, що відповідає складу рухається вниз по зоні співіснування фаз γ і Fe3C. При температурі 727 °С з'являється третя тверда фаза, з низьким вмістом вуглецю — дрібнокристалічний ферит. Починається процес створення заевтектоїдного перліту, який закінчується з вичерпанням аустеніту. Продукт цього перетворення є сталь, у якій зерна цементиту оточені перлітною сумішшю (α-фази і Fe3C).
Особливим випадком є перетворення аустеніту, що містить 0,77% C, яке починається і закінчується при температурі 727 °С. Всі γ-кристали фази перетворюються на перліт — суміш дрібнозернистих фаз α і Fe3C.